# 김인숙

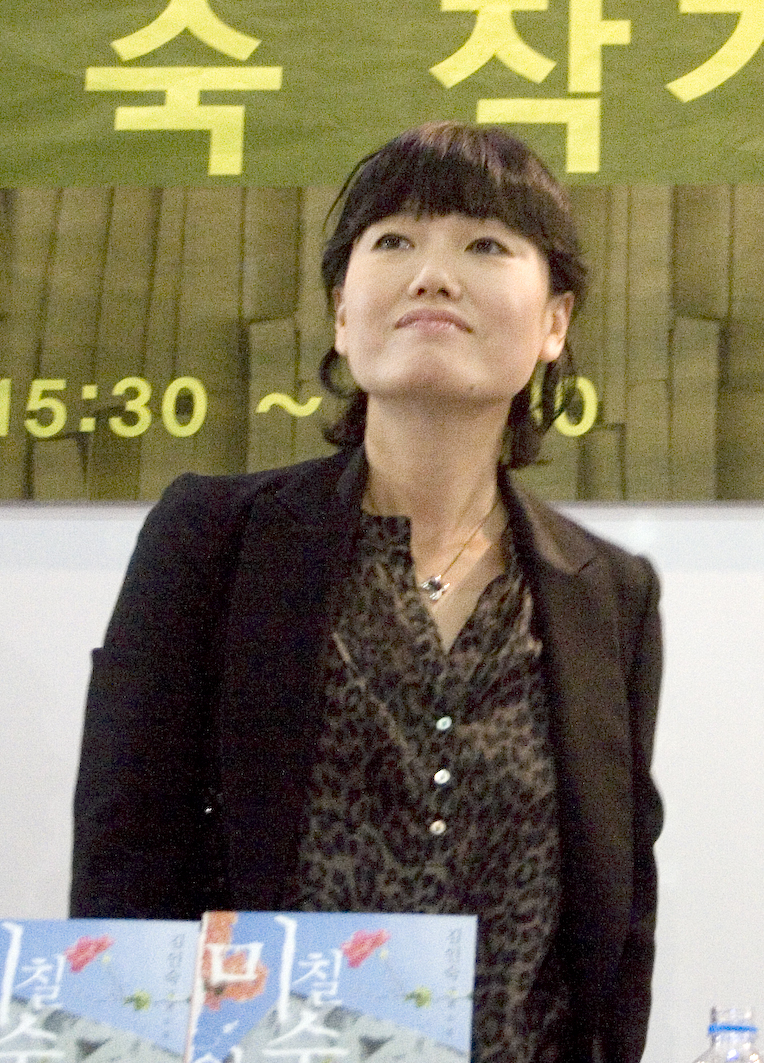

김인숙 (金仁淑, 1963년 음력 5월 5일~, 서울)은 대한민국의 소설가이다.
1983년 소설 '상실의 계절'로 문단에 데뷔한 이래 1995년 한국일보문학상, 2000년 현대문학상, 2003년 이상문학상, 2010년 동인문학상 등 다수의 문학상을 수상했다.

## 생애
1963년 서울특별시에서 출생한 김인숙은 진명여자고등학교와 연세대학교 신문방송학과를 졸업했다. 1983년 조선일보 신춘문예에 단편 '상실의 계절'이 당선되어 데뷔하였으며 대학시절 민중문화연합 산하의 굿패 '해원'에서 활동하기도 했다.

## 작품

### 장편소설
- 불꽃
- '79~'80 겨울에서 봄 사이
- 긴 밤, 짧게 다가온 아침
- 그래서 너를 안는다
- 그늘, 깊은 곳
- 유리구두
- 모든 빛깔들의 밤

### 단편소설
- 강
- 가까운 불빛
- 부정
- 봄이 오면

## 수상
- 1995년 한국일보문학상
- 2000년 현대문학상 「개교기념일」[3]
- 2003년 이상문학상 「바다와 나비」[4]
- 2005년 이수문학상
- 2006년 대산문학상 「그 여자의 자서전」
- 2010년 동인문학상 「안녕, 엘레나」
- 2012년 황순원문학상 「빈집」

## 같이 보기
- 한국 문학
- 한국의 소설가 목록